# This (The X-Files)
«This» es el segundo episodio de la undécima temporada de la serie de televisión estadounidense de ciencia ficción The X-Files. El episodio fue escrito y dirigido por Glen Morgan y se emitió el 10 de enero de 2018 en Fox el 10 de enero de 2018. El lema de este episodio es «Accuse your enemies of that which you are guilty», en español, «Acusa a tus enemigos de aquello de lo que eres culpable».

## Argumento
Mulder y Scully están durmiendo en la casa de Mulder cuando su teléfono se activa de repente, con una imagen distorsionada de Langly (Dean Haglund). Su aparición toma por sorpresa a los agentes, ya que él y los pistoleros solitarios han estado muertos durante años. Sin embargo, tres hombres armados irrumpen repentinamente en la vivienda, provocando un tiroteo con los agentes. Dos de ellos mueren; el último escapa. Cuando llega un segundo grupo de hombres armados, Scully llama a Walter Skinner (Mitch Pileggi) en busca de ayuda, solo para que le digan que se rinda. El segundo grupo logra ingresar a la casa y esposar a los agentes, pero logran escapar y correr por el bosque. Skinner los ve y los ayuda a escapar.

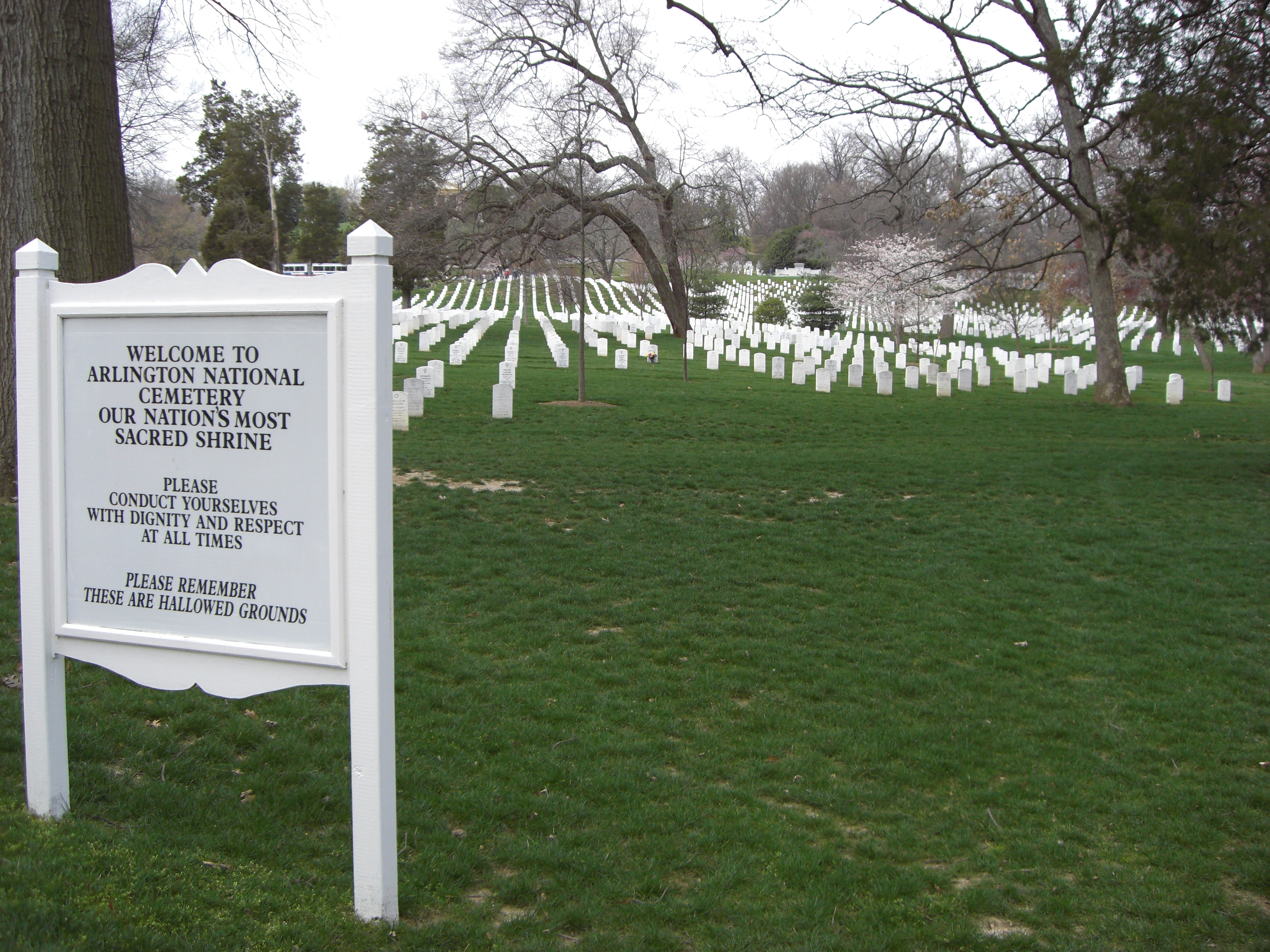
Cartel de bienvenida al Cementerio Nacional de Arlington.

Mulder y Scully viajan al Cementerio Nacional de Arlington y encuentran las lápidas de los pistoleros solitarios. Los agentes descubren que sus fechas de nacimiento y muerte son inexactas y que la de Langly está mirando en la dirección equivocada. Después de resolver un rompecabezas cuestionablemente complicado, se encuentran con la lápida de Garganta Profunda, cuyo nombre se revela como Ronald Pakula. Mulder y Scully encuentran un chip con un código QR en su lápida. Uno de los tiradores, identificado como perteneciente a un grupo de sicarios rusos, llega para atacarlos. Sin embargo, es tacleado y noqueado por Mulder.

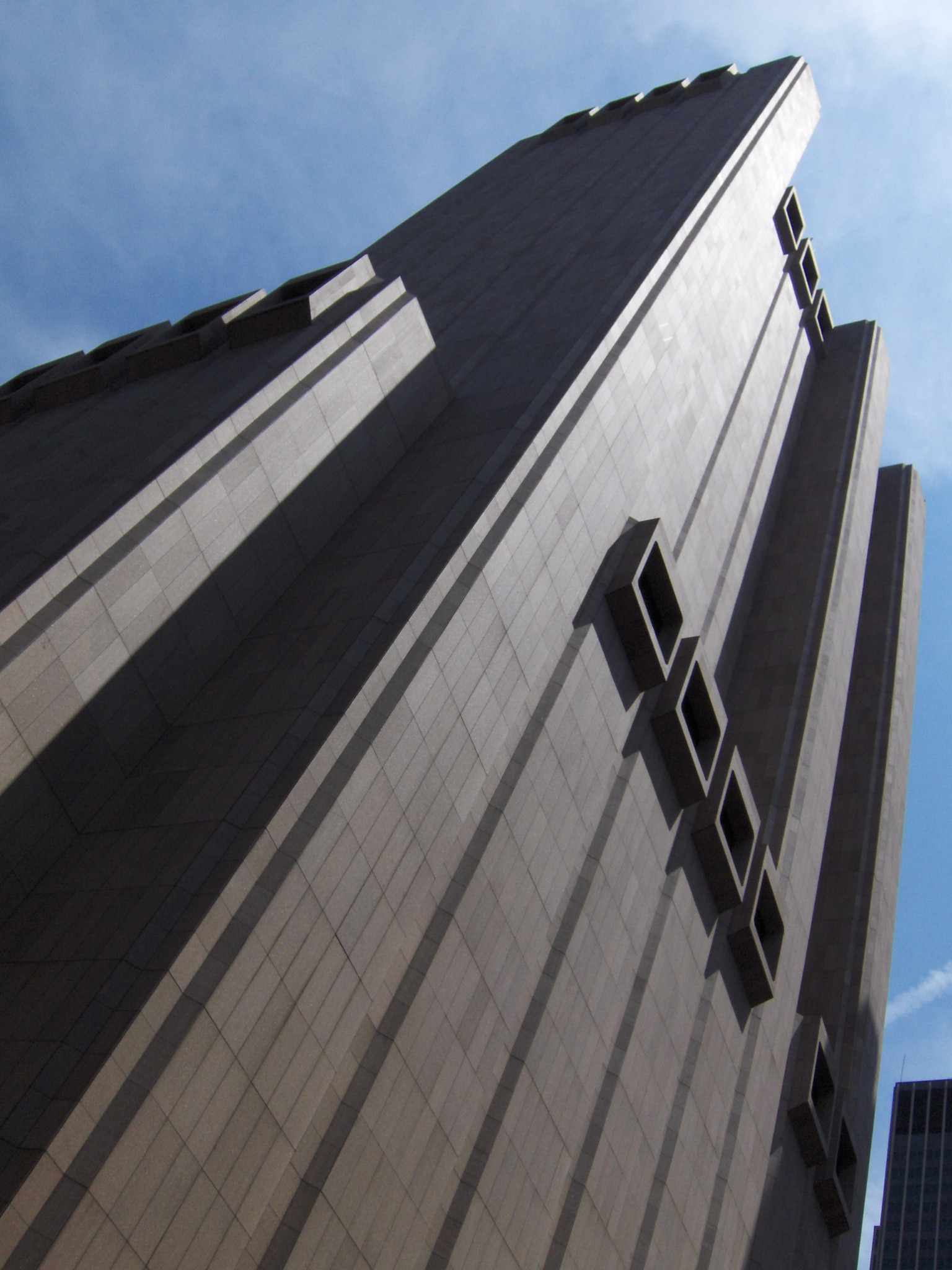
Vista del edificio Long Lines desde la calle adyacente.

Los agentes escanean el código para encontrar imágenes del edificio Long Lines en la ciudad de Nueva York, el hogar de un programa de la NSA llamado Titanpointe y un proyecto cuyo nombre en código es Blarney. Se encuentran con Skinner, quien les da acceso a los expedientes X en línea. Los agentes descubren que los archivos relacionados con Langly fueron pirateados y eliminados. Se encuentran con un archivo en las carpetas de los otros pistoleros, que los lleva a Karen Hamby. Ella explica que cargaron su conciencia y la de Langly en una simulación que cobraría vida cuando murieran. Agrega que la conciencia virtual de Langly envió el mensaje. Antes de que pueda terminar de explicar cómo ponerse en contacto con la conciencia de Langly dentro de la simulación, el asesino ruso la mata, y Scully le dispara en respuesta.
Mulder usa los algoritmos de Hamby para comunicarse con Langly, quien transmite conmovedoramente el horror del cielo virtual. Él les dice que las grandes mentes del mundo dentro de la realidad virtual se han reducido a esclavos digitales, y los agentes deben apagarlo. Mulder y Scully entran al edificio Long Lines y son atacados en la escalera, pero Scully escapa. Mulder es llevado a una habitación con Erika Price (Barbara Hershey), revelando que ella es la responsable de diseñar la simulación. Price insiste en que es capaz de copiar sin dolor la conciencia de una persona cada vez que usa un teléfono inteligente, y le aconseja a Mulder que cambie su forma de ver el mundo.
Después de preguntarse si podría subirse con Scully, Mulder escapa. Mientras tanto, Scully rompe las barreras de vidrio que protegen los servidores y apaga la simulación. Ella se reúne con Mulder y ambos agentes escapan. Regresan con agentes adicionales del FBI para encontrar una oficina vacía y los servidores desaparecidos. El episodio termina con Langly intentando contactar a Mulder nuevamente, insistiendo en que «destruya la copia de seguridad». Sin embargo, antes de que pueda revelar la ubicación, Langly es interrumpido por el hombre ruso, que ahora es parte del cielo virtual.

## Producción

### Rodaje
El rodaje de la temporada comenzó en agosto de 2017 en Vancouver, Canadá, donde se filmó la temporada anterior, junto con las cinco primeras temporadas del programa.

### Reparto
Además de los miembros principales del elenco David Duchovny, Gillian Anderson y Mitch Pileggi, el episodio cuenta con las estrellas invitadas Barbara Hershey y Dean Haglund de regreso, cuyo personaje fue originalmente asesinado en la novena temporada.

## Recepción
En su emisión inicial en los Estados Unidos el 10 de enero de 2018, recibió 3,95 millones de espectadores, que fue una disminución del 23% en la audiencia con el episodio anterior, que tuvo 5,15 millones de espectadores. Al tomar en cuenta las calificaciones en vivo +7 para la semana del 8 al 14 de enero, recibió 5,94 millones de espectadores.
«This» recibió críticas, en general, positivas. En Rotten Tomatoes tiene una aprobación del 100 % con una calificación promedio de 7,94 de 10 basado en 12 reseñas.